# Vadim Repin
Pour les articles homonymes, voir Repine (homonymie).
Vadim Repin (en russe : Вадим Викторович Репин, Vadim Viktorovitch Repine) est un violoniste à la double nationalité russe et belge, né le 31 août 1971 à Novossibirsk (Russie). Il habite à Vienne.
Enfant prodige du violon, Vadim Repin remporte le prestigieux concours Reine Élisabeth en 1989 à 17 ans.
Yehudi Menuhin aurait déclaré : « C'est tout simplement le meilleur et le plus parfait des violonistes qu'il m'ait été donné d'entendre,,,. »

## Biographie

### Formation
Vadim Repin est né à Novossibirsk, en Sibérie occidentale, le 31 août 1971. Il commence à jouer du violon à l'âge de cinq ans avec Dmitry Vaks, à l'initiative duquel, deux ans plus tard, il commence à étudier avec Zakhar Bron, célèbre professeur de violon du conservatoire Glinka de Novossibirsk. 
À 11 ans, il remporte la médaille d'or du Concours international Wieniawski. Mais c'est son premier grand prix au prestigieux concours Reine Élisabeth de Belgique, obtenu à l'âge de 17 ans, devenant le plus jeune lauréat du concours, qui le projette sur la scène internationale. En 2010, on lui remet le prix d'honneur aux Victoires de la musique classique.
Vadim Repin fait ses débuts à Londres, Tokyo et Berlin à 14 ans, au Carnegie Hall de New York à 15 ans.

### Réunion avec Yehudi Menuhin
Il poursuit ses études chez Zahkar Bron jusqu'en 1991 quand il a 20 ans, même quand son maître devient professeur à l'Académie de musique de Lübeck en Allemagne en 1989.
C'est ainsi que Vadim Repin s'installe en Allemagne. Il y vit pendant de nombreuses années  tout en se produisant en même temps dans le monde entier.
Lorsque Vadim Repin étudie le concerto pour violon de Brahms qu'il doit donner à Londres et en Allemagne, il demande à son manager d'organiser un rendez-vous de 15 minutes avec Yehudi Menuhin pour se faire conseiller. Il refait la même chose pour le concerto pour violon de Beethoven.
De cette manière, Menuhin devient son mentor pour les plus grands concertos pour violon.
Les deux se retrouvent plus tard et passent beaucoup de temps ensemble. Les rencontres avec Yehudi Menuhin ont profondément marqué Vadim Repin.
Vadim Repin enregistre les concertos de violon nos 2, 3 et 5 de Mozart avec l'Orchestre de chambre de Vienne dirigé par Yehudi Menuhin. Pour ce CD, ils remportent le prix Echo en sélection musique classique en 1999. Vadim Repin est consacré instrumentaliste de l'année.

### Soliste
Il se produit depuis lors en soliste avec les plus prestigieux orchestres, l'Orchestre philharmonique de Berlin, l'Orchestre philharmonique de Vienne, l'Orchestre royal du Concertgebouw d’Amsterdam et l'Orchestre symphonique de Londres
aux côtés de maestros aussi célèbres que Pierre Boulez, Semyon Bychkov, Riccardo Chailly, Charles Dutoit, Christoph Eschenbach, Valery Gergiev, Mariss Jansons, Emmanuel Krivine, James Levine, Fabio Luisi, Sir Neville Marriner, Zubin Mehta, Kent Nagano, Simon Rattle, Mstislav Rostropovitch, Guennadi Rojdestvensky, Iouri Temirkanov.
Ses partenaires de musique de chambre incluent notamment Martha Argerich, Yuri Bashmet, Nikolai Lugansky, Janine Jansen, Mischa Maisky, Alexander Melnikov, Boris Berezovsky et Mikhaïl Pletnev.

## Accueil critique
La sonorité que Vadim Repin donne à son violon est magistrale : « C’est clair, chaud et cela touche profondément. Les vibratos sont placés juste là où il faut, ni trop, ni trop peu. C’est varié, brillant, idéal. C’est de la grande musique. »

## Instruments
Vadim Repin a joué plusieurs violons dans sa carrière :
- de 1984 à 1989 :  le Stradivarius 1720 ex-Wieniawski
- en 1996 : le Guarnerius del Gesù Isaac Stern ex-Panette 1737
- de 1996 à 2005 : le Stradivarius Ruby 1708
- en 2005 : le Guarnerius del Gesù il Cannone ex-Paganini 1743
- de 2002 à 2009 : le  Guarnerius del Gesù von Szerdahely 1736
- de 2010 à 2015 : le Guarnerius del Gesù Bonjour 1743[13],[14]
- Depuis 2015, il joue le Stradivarius Rode 1733.

## Vie privée
Vadim Repin se marie avec Caroline Diemunsch en 2001. Leur fils, Leonardo, est né en juin 2006.
Son actuelle compagne est Svetlana Zakharova, danseuse étoile du Ballet du Bolchoï et de la Scala di Milan. Ils ont une fille, Anna, née en février 2011.

## Discographie
Références,.
Concertos
- Lalo : Symphonie espagnole ; Chausson, Poème ; Ravel, Tzigane - London Symphony Orchestra, dir. Kent Nagano (CD Erato 1999)
- Brahms : Concerto pour violon, op. 77 ; Double Concerto, op. 102 (Truls Mørk au 2d violon) - Gewandhausorchester, dir. Riccardo Chailly (31 janvier 2009, DG 477 7470)
- Beethoven : Concerto pour violon, op. 61 - Wiener Philharmoniker, dir. Riccardo Muti ; Sonate pour violon, « à Kreutzer », op. 47, Martha Argerich, piano (DG 477 6596)
- Tchaïkovski : Concerto pour violon ; Miaskovski : Concerto pour violon - Kirov Orchestra, dir. Valery Gergiev (Philips)
- Lalo : Symphonie Espagnole, op. 21 ; Chausson : Poème, op. 25 ; Ravel : Tzigane - London Symphony Orchestra, dir. Kent Nagano (Erato)
- Tchaïkovski : Concerto pour violon ; Jean Sibelius : Concerto pour violon - Orchestre symphonique de Londres, dir. Emmanuel Krivine (20-22 décembre 1994, Erato) (OCLC 42552066)
- Mozart : Concertos pour violon nos 2, 3 et 5 - Wiener Kammerorchester, dir. Yehudi Menuhin (Erato)
- Chostakovitch : Concerto pour violon no 1 en la mineur, op. 99 ; Prokofiev : Concerto pour violon no 2 en sol mineur, op. 63 - Hallé Orchestra, dir. Kent Nagano (Erato)
- Schumann : Fantaisie en do majeur, op. 131 ; Tchaïkovski : Scherzo en do majeur, op. 34 ; Méditation no 1, op. 42 ; Concerto pour violon, op. 35, avec Natalia Ijevskaïa ; Orchestre symphonique académique de Novossibirsk, dir. Arnold Katz (Melodiya)

Musique de chambre
- Bach : Sonate no 2 ; Brahms : Sonate no 3, op. 108 ; Wieniawski : Fantaisie brillante sur des thèmes du Faust de Gounod - Irina Vinogradova, piano (1989, MCA Classics) (OCLC 25538247)
- Franck : Sonate pour violon et piano ; Grieg : Sonate no 2, pour violon et piano, op. 13 ; Janáček : Sonate pour violon et piano - Nikolai Lugansky, piano (Deutsche Grammophon)
- Prokofiev : Sonate pour violon en fa mineur no 1, op. 80 ; Sonate pour violon en ré majeur no 2, op. 94 bis ; Cinq mélodies pour violon et piano, op. 35 bis - Boris Berezovsky, piano (Erato)
- Sergei Taneyev : Quintette avec piano, op. 30 et Trio avec piano, op. 22, avec Ilya Gringolts, Nobuko Imai, Lynn Harrell et Mikhail Pletnev (DG 477 5419)
- Ravel : Sonate pour violon - Nikolai Medtner, piano ; Sonate pour violon en mi mineur no 3 « Epica », op. 57, Boris Berezovsky, piano (Erato)
- Strauss - Bartók - Stravinsky : Sonates pour violon, avec Boris Berezovsky (13-17 juillet 2000, Erato) (OCLC 47061664)
- Tchaïkovski : Trio avec piano en la mineur, op. 45 ; Rachmaninov : Trio élégiaque no 1, avec Lang Lang et Mischa Maisky (octobre 2009, DG 477 8099)
- Au Louvre : Debussy, Schubert, Prokofiev, Ravel - avec Boris Berezovsky, Ralf Gothoni, Anton Barachovsky, Roby Lakatos et son ensemble (5-11 janvier 1999, Erato) (OCLC 44765270)
- Tutta Bravura : Paganini, Tchaïkovski, Bazzini, Wieniawski, Sarasate, Ponce, Ernst, Schubert - avec Alexander Markovich, piano
(1-4 juin 1998, Erato) (OCLC 41625261)

DVD
- A Night of Encores : Wieniawski, Tchaikovsky, Kreisler, Paganini, Gardel) - Orchestre philharmonique de Berlin, dir.  Mariss Jansons (DVD TDK)

### Interviews
- Itinéraire d'un enfant doué - Vadim Repine en interview avec Sophie Lespiaux pour Evene.fr en novembre 2008.
- «Jamais je ne trahirai la musique pour des raisons financières» - Vadim Repine interviewé par Rémy Franck, publié dans le magazine Pizzicato (en) en décembre 2009.
- Interview de Vadim Repine, menée en anglais par Mischa Damev dans la Tonhalle de Zurich le 21 janvier 2011
- [vidéo] « « We have a joke. It says: You either start your life in Siberia or end your life in Siberia. » : Vadim Repine en conversation avec Christian Weidmann, à Vienne », sur YouTube